# Стартап, що зазнав краху
«Стартап, що зазнав краху» (англ. WeCrashed) —американський телесеріал, прем'єра якого відбулася 18 березня 2022 року на стрімінговому сервісі Apple TV. Головні ролі у ньому зіграли Джаред Лето та Енн Гетевей. Англійська назва серіалу "МиПрогоріли" обігрує назву компанії WeWork (МиПрацюємо).

## Сюжет
Герої шоу — працівники великої рієлторської компанії-стартапу WeWork. Вони хочуть змінити світ, але стикаються із суворою реальністю.

## У ролях

### Головні ролі
- Джаред Лето — Адам Нейман, співзасновник WeWork
- Енн Гетевей — Ребека Нейман[en], дружини Адама Нейман
- Кайл Марвін — Міґель Маккелві, співзасновник WeWork

### Другорядні ролі
- О. Т. Фаґбенлі — Кемерон Лотнер
- Ентоні Едвардс[en] — Брюс
- Стівен Боєр[en] — Метью
- Тео Стокман[en] — Джейкоб
- Крикет Браун — Глоя Морган
- Роберт Еммет Ланні — Річард
- Америка Феррера — Еліша Кеннеді
- Джулі Вайт — Моніка
- Олек Крупа — Євген Рисаков

## Виробництво
Після того, як Лі Айзенберг підписав багаторічну загальну угоду з Apple, стало відомо, що в лютому 2020 року він взявся за розробку драматичного серіалу, заснованого на історії WeWork. У грудні 2020 року було оголошено, що серіал розробляє Apple TV+, а Джаред Лето веде переговори щодо головної ролі. Режисерами стали Джон Рекуа та Ґленн Фікарра, а Лі Айзенберг та Дрю Кревелло виступили сценаристами. Наступного місяця анонсували, що перший сезон складається із восьми серій, і Лето підтвердив, що знімається разом з Енн Гетевей; обидва також будуть виконувати функції виконавчих продюсерів . У квітні 2021 року Кайл Марвін отримав роль Міґеля Маккелві, іншого співзасновника WeWork. У липні 2021 року до акторського складу долучилася Америка Феррера. У серпні 2021 року О. Т. Фаґбенлі також приєднався до акторського складу на постійній основі. У грудні 2021 року Тео Стокман був доданий до акторського складу у повторюваній ролі, а Ентоні Едвардс зазначав, що він був обраний до касту у лютому 2022 року .
23 січня 2022 року з'явився трейлер «МиПрогоріли».

### Зйомки
У травні 2021 року Гетевей була помічена на зйомках серіалу в Нью-Йорку. 21 вересня 2021 року Гетевей заявила про завершення зйомок.

## Реліз
Прем'єра серіалу запланована на Apple TV+ 18 березня 2022 року - у перший день з'являться перші три серії, а інші п'ять — раз на тиждень. Прем'єра пілотного епізоду серіалу відбулася на SXSW 12 березня 2022 року . 